# Kruchten
Pour l’article ayant un titre homophone, voir Cruchten.
Kruchten est une municipalité allemande située dans le land de Rhénanie-Palatinat et l'arrondissement d'Eifel-Bitburg-Prüm.